# Effets génétiques indirects
 (juillet 2023).
Le contenu est difficilement compréhensible vu les erreurs de traduction, qui sont peut-être dues à l'utilisation d'un logiciel de traduction automatique.
 (juillet 2023).
 (juillet 2023).
La mise en forme du texte ne suit pas les recommandations de Wikipédia : il faut le « wikifier ».
Les points d'amélioration suivants sont les cas les plus fréquents. Le détail des points à revoir est peut-être précisé sur la page de discussion.
- Les titres sont pré-formatés par le logiciel. Ils ne sont ni en capitales, ni en gras.
- Le texte ne doit pas être écrit en capitales (les noms de famille non plus), ni en gras, ni en italique, ni en « petit »…
- Le gras n'est utilisé que pour surligner le titre de l'article dans l'introduction, une seule fois.
- L'italique est rarement utilisé : mots en langue étrangère, titres d'œuvres, noms de bateaux, etc.
- Les citations ne sont pas en italique mais en corps de texte normal. Elles sont entourées par des guillemets français : « et ».
- Les listes à puces sont à éviter, des paragraphes rédigés étant largement préférés. Les tableaux sont à réserver à la présentation de données structurées (résultats, etc.).
- Les appels de note de bas de page (petits chiffres en exposant, introduits par l'outil «  Source ») sont à placer entre la fin de phrase et le point final[comme ça].
- Les liens internes (vers d'autres articles de Wikipédia) sont à choisir avec parcimonie. Créez des liens vers des articles approfondissant le sujet. Les termes génériques sans rapport avec le sujet sont à éviter, ainsi que les répétitions de liens vers un même terme.
- Les liens externes sont à placer uniquement dans une section « Liens externes », à la fin de l'article. Ces liens sont à choisir avec parcimonie suivant les règles définies. Si un lien sert de source à l'article, son insertion dans le texte est à faire par les notes de bas de page.
- La présentation des références doit suivre les conventions bibliographiques. Il est recommandé d'utiliser les modèles {{Ouvrage}}, {{Chapitre}}, {{Article}}, {{Lien web}} et/ou {{Bibliographie}}. Le mode d'édition visuel peut mettre en forme automatiquement les références.
- Insérer une infobox (cadre d'informations à droite) n'est pas obligatoire pour parachever la mise en page.

Pour une aide détaillée, merci de consulter Aide:Wikification.
Si vous pensez que ces points ont été résolus, vous pouvez retirer ce bandeau et améliorer la mise en forme d'un autre article.
Les effets génétiques indirects (en anglais genetic nurture) sont les effets que les gènes des parents induisent sur les enfants, sans inclure l'effet génétique direct des variants génétiques qui sont transmis,. Autrement dit, les gènes des parents peuvent influencer le développement de l'enfant à travers l'environnement qu'ils lui fournissent. Lorsque les gènes que les parents possèdent influencent un enfant, mais ne sont pas transmis à leurs enfants (gènes non hérités), cela est connu sous le nom de «genetic nurture  ».
Par exemple, un ensemble unique de gènes d'un parent pourrait le rendre plus sujet à la dépression, modifiant ainsi leur style parental, ce qui pourrait conduire l'enfant à avoir lui-même des problèmes de santé mentale. Cela contraste avec un effet génétique direct, où la prédisposition d'un parent à la dépression est transmise, rendant l'enfant plus susceptible d'être déprimé. Si un parent possède une tendance génétique à faire preuve de patience et de compréhension, cela pourrait instaurer un environnement familial plus bienveillant pour l'enfant. Cela pourrait profiter à l'enfant, indépendamment des gènes qu'il a reçus de ses parents,,. La prise en compte des effets génétiques indirects peut aider à clarifier les relations entre les gènes, l'environnement et le comportement.
La  genetic nurture est un effet indirect résultant du génotype des parents, et "la nature" est l'effet génétique direct. On évalue fréquemment les effets génétiques indirects en examinant la moitié des gènes d'un parent qui ne sont pas transmis à l'enfant, et en vérifiant si ce groupe de gènes est en corrélation avec les résultats chez l'enfant, même si ce dernier ne détient pas ces gènes spécifiques.
Les effets génétiques indirects ont été reconnus comme un facteur de confusion dans les études qui attribuent la causalité à l'environnement, car l'acceptation sans esprit critique d'une corrélation environnementale comme causale peut entraîner un « blâme inutile des parents », par exemple dans la dyslexie, ou des interventions inefficaces.

## Effets sur les traits
Estimer l'impact des effets génétiques indirects est devenu possible après l'avènement de l'étude d'association pangénomique, dans les jeux de données où les trios père-mère-enfant sont génotypés ensemble. Lorsqu'on a tenté de prédire la réussite éducative en se basant sur les gènes non transmis, les prédictions étaient nettement moins précises qu'avec l'usage des gènes effectivement hérités par les enfants, mettant ainsi en évidence[précision nécessaire] de la notion de genetic nurture. L'influence des mères sur les traits relatifs à la santé et à la nutrition est plus importante que celle des pères, mais les deux parents ont un effet à peu près égal sur les résultats éducatifs. Une méta-analyse de douze études a trouvé que les effets génétiques indirects sont un facteur important dans la transmission du risque intergénérationnel sur les résultats éducatifs, psychologiques et de santé. Les effets génétiques directs sont environ deux fois plus importants que les effets indirects pour la réussite éducative. La majorité de la genetic nurture est généralement due à l'effet que les gènes ont sur l'éducation et le statut socioéconomique des parents, qui modifient ensuite l'environnement de développement de l'enfant.
Bien que la genetic nurture soit un facteur important pour la réussite éducative, elle est seulement d'importance marginale pour le névrosisme et la dépression : les effets génétiques directs sont plus importants que les effets indirects,,. De même, la transmission du TDAH des parents à la progéniture est principalement due à des effets génétiques directs. Les chercheurs mettent en garde contre le fait que « les associations observées entre les facteurs parentaux et les manifestations du TDAH chez l'enfant ne doivent pas être interprétées comme des preuves de la prédominance des effets de l'environnement ».